# Synageles hilarulus
Synageles hilarulus là một loài nhện trong họ Salticidae.
Loài này thuộc chi Synageles. Synageles hilarulus được Carl Ludwig Koch miêu tả năm 1846.